# Bernie Wrightson
Pour les articles homonymes, voir Wrightson.
Bernard Albert Wrightson, dit Bernie Wrightson ou Berni Wrightson, né le 27 octobre 1948 à Dundalk (Maryland) et mort le 18 mars 2017 à Austin (Texas), est un dessinateur de bande dessinée et illustrateur américain spécialisé dans les comic books d'horreur.
L’épisode final de la saison 7 de The Walking Dead lui est dédié.

## Biographie
Autodidacte, Bernie Wrightson étudie les comics d'EC Comics et prend des cours par correspondance à la « Famous Artists School ».
À 18 ans, il travaille comme illustrateur au journal The Baltimore Sun. Cherchant un éditeur, il présente ses dessins dans différents salons de bandes dessinées. En 1967, dans un salon de New-York il rencontre Mike Kaluta et Jeff Jones ainsi que Frank Frazetta. À son retour, il réalise un court récit « à la Tales from the Crypt » pour un petit fanzine. C'est ce récit qu'il présente à Dick Giordano l'année suivante à une nouvelle convention et se fait engager chez DC Comics. Wrightson a 24 ans et s'installe à New York. Il y retrouve Kaluta et Jones. Pour économiser, ils vivent en colocation et fondent un studio accueillant d'autres artistes comme Barry Windsor Smith. Ils s'entraident pour tenir les délais.
Il démarre sur les séries House of Secrets et Witching Hour. Son souci des détails le handicape pour tenir le rythme d'une série. En juillet 1971, il crée avec Len Wein le personnage Swamp Thing dans The House of Secrets n° 92. À sa sortie, le numéro est la meilleure vente du mois. Le personnage obtient sa propre série dès l'année suivante avec Len Wein et Bernie Whrightson comme équipe créatrice.
Ce succès lui donne la liberté financière et la possibilité de collaborer avec un éditeur de magazines noir et blanc, Warren. Ce format donne plus de visibilité à ses dessins. En 1975-1976, sur son temps libre, il commence à dessiner une adaptation du roman de Mary Shelley, Frankenstein.
Au début des années 1980, il est sollicité à plusieurs reprises par l'industrie du cinéma pour travailler sur les story-boards de films comme Ghostbusters. Stephen King, lui-même, prend contact avec lui pour des illustrations et couvertures de plusieurs de ses œuvres.
Au début des années 1990, alors qu'il travaille sur Captain Sternn (en), Wrightson se casse le poignet. Bien que la blessure se soigne correctement et qu'il reprenne le dessin, le rendu n'est plus le même.
En 2012, Wrightson collabore avec Steve Niles sur Frankenstein Alive, Alive! publié par IDW Publishing, pour lequel il gagne un prix de la National Cartoonists Society.

### Vie privée
Bernie Wrightson était marié à Michele Robinson qui, sous le nom de Michele Brand, a participé à plusieurs comics underground dont It Ain't Me, Babe le premier à être réalisé uniquement par des autrices, et à son successeur Wimmen's Comix et qui fut ensuite coloriste. Ils ont eu deux fils.
Il s'est remarié à Liz Wrightson, avec qui il vit à Austin, au Texas. En janvier 2017, il annonce prendre sa retraite en raison de ses problèmes de santé ; il est atteint d'un cancer. Il meurt le 18 mars 2017 à l'âge de 68 ans.

## Œuvres
- Swamp Thing n° 1–10 (DC Comics)
- Batman: The Cult n° 1–4 (DC Comics)
- Weird Mystery Tales (DC Comics)
- The Spectre, vol. 1, n° 9 (DC Comics)
- Creepy, n° 62-63,87,103,113 (Warren Publishing)
- Eerie, n° 61-62,64 (Warren Publishing)
- Bart Simpson's Treehouse of Horror, vol. 11 (livre)
- The House of Secrets (DC Comics)
- Web of Horror
- Captain Sternn (Dark Horse Comics)
- Batman/Aliens (Dark Horse Comics) avec Ron Marz
- Le Punisher # 1 : The Harvest (Marvel Knights - Marvel Comics) de Christopher Golden, Tom Sniegoski & Bernie Wrightson

## Cinéma (collaboration)
- 1981 : Métal hurlant (film) de Gerald Potterton
- 1982 : La Créature du marais de Wes Craven
- 1984 : Ghostbusters d'Ivan Reitman
- 1996 :  Space Truckers de Stuart Gordon
- 2007 : The Mist de Frank Darabont

## Autres travaux
- The Art of Wrightson : A Pop-Up Portfolio, 1996 Bernie Wrightson
- Swamp Thing: Dark Genesis, 2002 Len Wein & Bernie Wrightson (DC Comics)
- Frankenstein Volume 1 & 2, 2008 (Dark Horse Comics) avec Mary Wollstonecraft Shelley
- Cycle Of The Werewolf, 1985 Stephen King & Bernie Wrightson (Signet)
- Wolves of the Calla (The Dark Tower, Book 5), 2003 Stephen King & Bernie Wrightson (Donald M. Grant)
- Freak Show, 2006 Bruce Jones & Bernie Wrightson (Image Comics)
- Dead, She Said, 2008 Steve Niles & Bernie Wrightson (IDW Publishing)

## Prix et récompenses
- 1973 et 1974 : Prix Shazam du meilleur dessinateur réaliste pour Swamp Thing
- 1973 : Prix Shazam de la meilleure histoire réaliste pour Swamp Thing n° 1 (avec Len Wein)
- 1974 : Prix Shazam de la meilleure histoire humoristique pour « The Gourmet », dans Plop n° 1 (avec Steve Skeates)
- 1986 : Prix humanitaire Bob Clampett (avec Jim Starlin)
- 1987 : Prix Inkpot
- 1994 : Prix Harvey de la meilleure nouvelle série pour Captain Stern (avec Shephard Hendrix)
- 2012 : Prix du comic book de la National Cartoonists Society pour Frankenstein Alive, Alive! (en)
- 2014 : Temple de la renommée Will Eisner
- 2015 : Prix Inkwell spécial
- 2020 : temple de la renommée Joe Sinnott[10]